# سفارة تونس لدى إندونيسيا
سفارة تونس لدى إندونيسيا هي البعثة الدبلوماسية لجمهورية تونس لدى جمهورية إندونيسيا، وتقع بالعاصمة جاكرتا.